# Gangelt

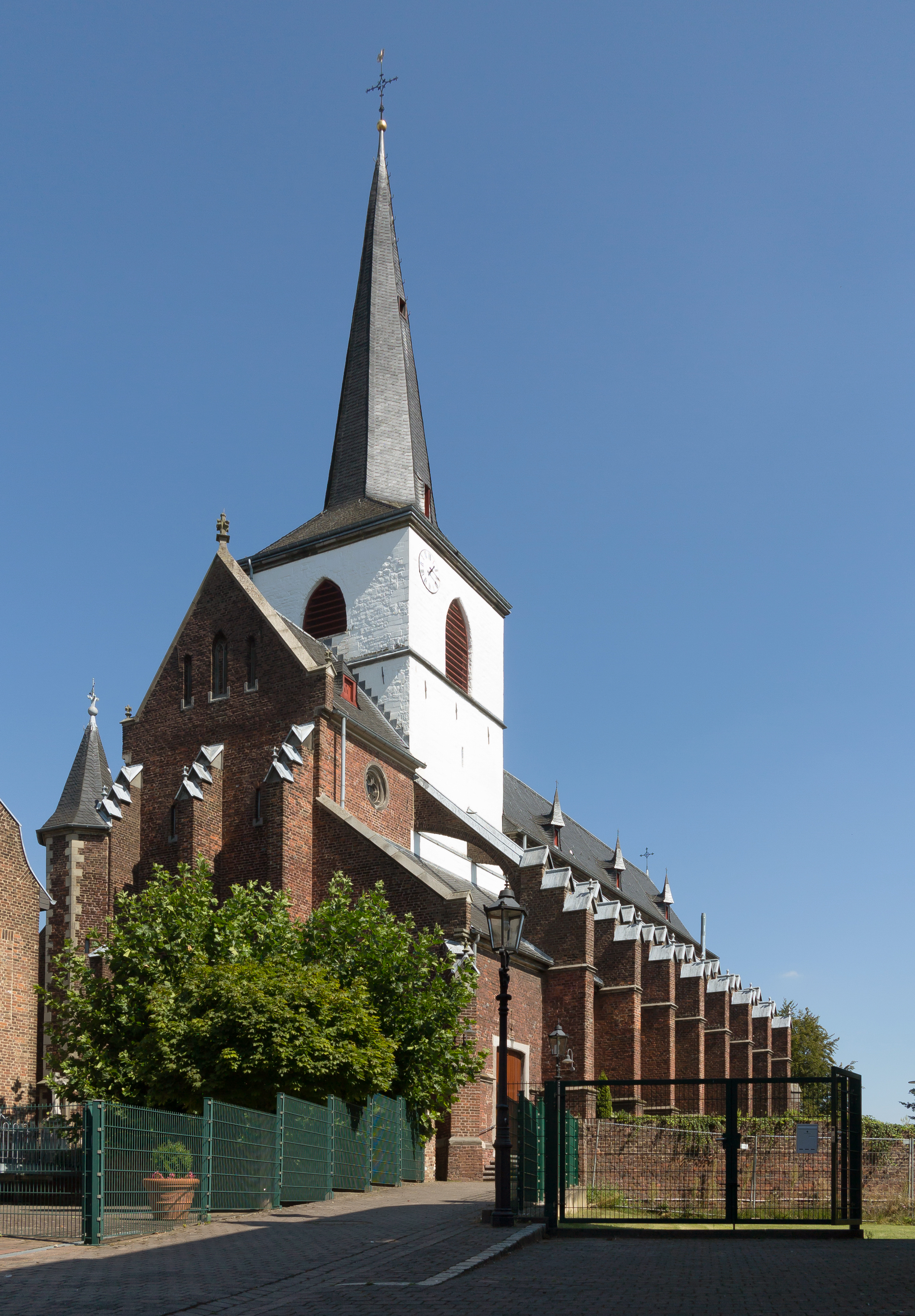
Église: Kirche Sankt Nikolaus

Gangelt est une commune de Rhénanie-du-Nord-Westphalie (Allemagne), située dans l'arrondissement de Heinsberg, dans le district de Cologne, dans le Landschaftsverband de Rhénanie.
Durant son enfance, Gheert Cremer, connu plus tard comme Gerhard Mercator (1512-1594), le géographe qui a introduit le système de projection qui porte son nom, a vécu à Gangelt.
Le point de coordonnées géographiques entières N51-E006 (WGS 1984) est situé à proximité immédiate de Gangelt. Un monument a été érigé à ces coordonnées (carte) dans le référentiel European Datum 1950 (en).

## Géographie
Cette commune est entourée des communes allemandes et néerlandaises :
|                                                        | Waldfeucht                                 | Heinsberg       |
| Selfkant (D), Süsterseel (D), Beekdaelen (Jabeek) (NL) |                                            | Geilenkirchen   |
| Sittard-Geleen (Sittard) (NL)                          | Beekdaelen (Schinveld) (NL), Brunssum (NL) | Übach-Palenberg |

Gangelt est située dans le bassin versant de la Meuse.
La commune de Gangelt est frontalière, au sud, des communes de Schinveld et Brunssum, situées aux Pays-Bas.
La commune de Gangelt accueille partiellement l'aéroport militaire Geilenkirchen (50° 57′ 52″ N, 6° 02′ 43″ E), code ICAO : ETNG, code IATA : GKE, de la base de l'OTAN Teveren Geilenkirchen ; l'emprise de cet aéroport se situe également sur la commune de Geilenkirchen.

## Histoire
| Appartenances historiques Seigneurie d'Heinsberg 1058-1472 Duché de Juliers 1472-1797 République cisrhénane (Roer) 1797-1802 République française (Roer) 1802-1804 Empire français (Roer) 1804-1813 Royaume de Prusse (Province de Juliers-Clèves-Berg) 1815-1822 Royaume de Prusse (Province de Rhénanie) 1822-1918 République de Weimar 1918-1933 Reich allemand 1933-1945 Allemagne occupée 1945-1949 Allemagne 1949-présent |

## Culture
Le carnaval de Gangelt est l'un des plus courus de Rhénanie.